# Antonina Komorowska
Antonina Wirginia Komorowska z domu Wittge 2°voto Tunzelman (ur. 13 czerwca 1826 w Warszawie, działała do 1854) – polska śpiewaczka operowa i aktorka teatralna.
Kształciła się do roli śpiewaczki operowej i debiutowała w 1844 w roli Julii (Montecchi i Capuletti) jednak bez powodzenia.
W tym samym roku wyszła za mąż za aktora Józefa Komorowskiego i pod wpływem męża została aktorką dramatyczną debiutując w roli tytułowej w Estelli w Teatrze Rozmaitości i otrzymując angaż do zespołu Teatrów Warszawskich. „Z upływem lat talent jej rozwijał się i (...) opanowała warsztat aktorski (głos, gest) do tego stopnia, że przeobraziła się w artystkę skończoną. (Gazeta Warszawska 1848 nr 128)”
W 1849 rozwiodła się z Józefem Komorowskim. W 1854 wyszła ponownie za mąż, za urzędnika Tunzelmana, i zrezygnowała z pracy w teatrze.